# Fermi Gamma-ray Space Telescope

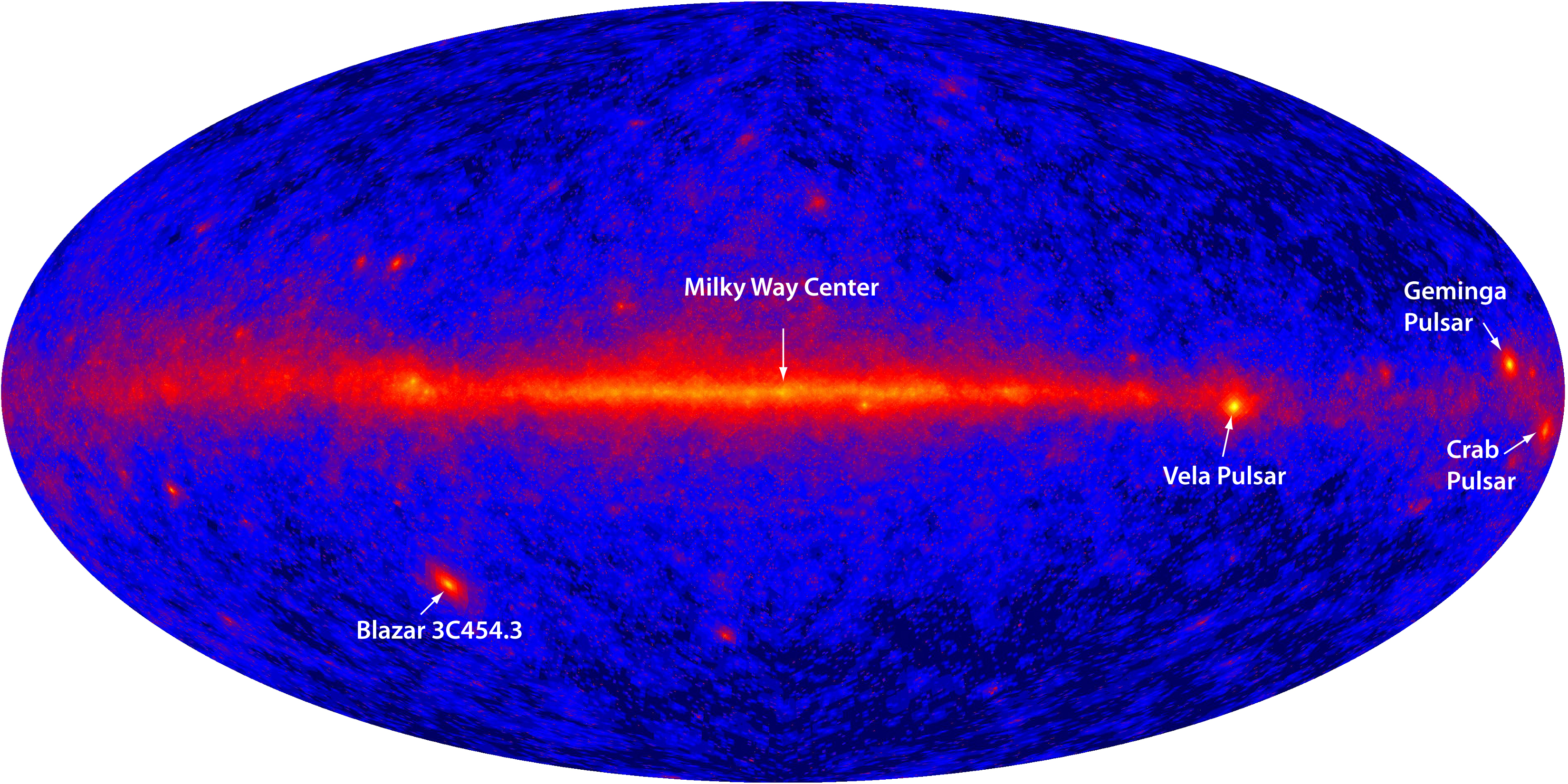
De verdeling van de gammastraling gemeten door de FGST

De Fermi Gamma-ray Space Telescope (voorheen bekend als Gamma-ray Large Area Telecope of GLAST) is een ruimtetelescoop die ontstaan is uit een samenwerking tussen NASA, de U.S. Department of Energy en verscheidene instituties in Frankrijk, Duitsland, Japan, Italië en Zweden. De telescoop is vernoemd naar natuurkundige Enrico Fermi en zoekt naar gammastraling; deeltjes met de hoogste energiewaarden in het elektromagnetisch spectrum. Sinds zijn lancering op 11 juni 2008 draait de Fermi Gamma-ray Telescope in een lage baan om de aarde.
Het belangrijkste instrument van de FGST is de Large Area Telescope, een deeltjesdetector ontwikkeld door de SLAC National Accelerator Laboratory. De LAT werkt door gammastraling op te vangen die door zwarte gaten en pulsars worden uitgestoten. Het bereik van de LAT gaat van 20 MeV tot meer dan 300 GeV.
Door deze straling te onderzoeken is het mogelijk een beeld te vormen van het vroege heelal. Een andere belangrijke bron voor onderzoek is donkere materie.